# Jiří Burian (politik KSČ)
Jiří Burian (3. ledna 1921 – 1987) byl československý politik Komunistické strany Československa (zpočátku zvolený na Slovensku ale české národnosti), ministr zemědělství vlády ČSSR, poúnorový poslanec Národního shromáždění ČSSR a poslanec Sněmovny lidu Federálního shromáždění a České národní rady za normalizace.

## Biografie
Ve vládě Jozefa Lenárta byl v letech 1963–1967 ministrem zemědělství (oficiálně ministr zemědělství, lesního a vodního hospodářství, od 10. listopadu 1965 ministr zemědělství a lesního hospodářství a od 11. dubna 1967 ministr zemědělství a výživy). Ve své funkci musel řešit mimo jiné důsledky katastrofálních povodní na jižním Slovensku roku 1965. V dubnu 1964 měl hlavní projev na VI. sjezdu Jednotných zemědělských družstev v Praze.
Ve volbách roku 1964 byl zvolen za KSČ do Národního shromáždění ČSSR za Západoslovenský kraj. V Národním shromáždění zasedal až do konce volebního období parlamentu v roce 1968.
K roku 1968 se profesně uvádí jako tajemník Krajského výboru KSS z obvodu Vráble.
Po federalizaci Československa usedl roku 1969 do Sněmovny lidu Federálního shromáždění (volební obvod Vráble), kde setrval do konce volebního období, tedy do voleb v roce 1971. Od roku 1969 zasedal také v České národní radě. Mandát získal opět ve volbách roku 1971, volbách roku 1976 a volbách roku 1981 a v ČNR zasedal až do konce volebního období, tedy do voleb roku 1986.